# Macumba (instrument musical)
|  | Aquest article tracta sobre l'instrument musical. Si cerqueu una religió afroamericana, vegeu «Macumba (religió)». |

La Macumba brasilera és un instrument musical de percussió que van transmetre les persones d'origen africà quan van ser portades al Nou Món.